# Тисапан-эль-Альто
Тисапан-эль-Альто (исп. Tizapán el Alto) — малый город в Мексике, в штате Халиско, входит в состав одноимённого муниципалитета и является его административным центром. Численность населения, по данным переписи 2020 года, составила 16 324 человека.

## Общие сведения
Название муниципалитета составное: Tizapán с языка науатль можно перевести как мел, а el Alto — с испанского высота
Первые поселения в месте впадения реки Ла-Пасьон в озеро Чапала датируются VII веком, позднее здесь обосновались тольтеки.
После покорения региона конкистадорами во главе с Алонсо де Авалосом была основана смешанная община, где проживали индейцы и испанцы. Поселение назвали Эстансия-де-Тисапан, а датой основания считается 29 декабря 1529 года. Через несколько десятилетий название сменилось на Сан-Франсиско-Тисапан.
4 октября 1836 было начато строительство храма Святого Франциска Ассизского, а закончено только в 1905 году.
13 марта 1837 года Конгресс штата утвердил создание муниципалитета Тисапан, с административным центром в одноимённом поселении.
6 апреля 1877 года поселение Тисапан-эль-Альто получило статус вильи.
Тисапан-эль-Альто расположен в 100 км к югу от столицы штата, города Гвадалахара, на федеральной трассе 15, вблизи озера Чапала на реке Ла-Пасьон.

## Население
| Год  | Численность | Численность |
| ---- | ----------- | ----------- |
| 2000 | 13 669      | [ 7 ]       |
| 2010 | 14 877      | [ 8 ]       |
| 2020 | 16 324      | [ 9 ]       |